# Município de Delaware (condado de Hancock, Ohio)
O município de Delaware (em inglês: Delaware Township) é um município localizado no condado de Hancock no estado estadounidense de Ohio. No ano 2010 tinha uma população de 1285 habitantes e uma densidade populacional de 15,92 pessoas por km².

## Geografia
O município de Delaware encontra-se localizado nas coordenadas 40° 52′ 02″ N, 83° 33′ 44″ O. Segundo a Departamento do Censo dos Estados Unidos, o município tem uma superfície total de 80.69 km², da qual 80,63 km² correspondem a terra firme e (0,08 %) 0,06 km² é água.

## Demografia
Segundo o censo de 2010, tinha 1285 pessoas residindo no município de Delaware. A densidade de população era de 15,92 hab./km².